# Labastide-du-Vert
Labastide-du-Vert ist eine französische Gemeinde mit 276 Einwohnern (Stand 1. Januar 2022) im Département Lot in der Region Okzitanien. Sie gehört zum Kanton Causse et Bouriane und zum Arrondissement Cahors. 
Sie grenzt im Nordwesten an Les Junies, im Norden an Pontcirq, im Nordosten an Saint-Médard, im Osten an Crayssac, im Süden an Luzech und im Südwesten an Castelfranc.

## Bevölkerungsentwicklung

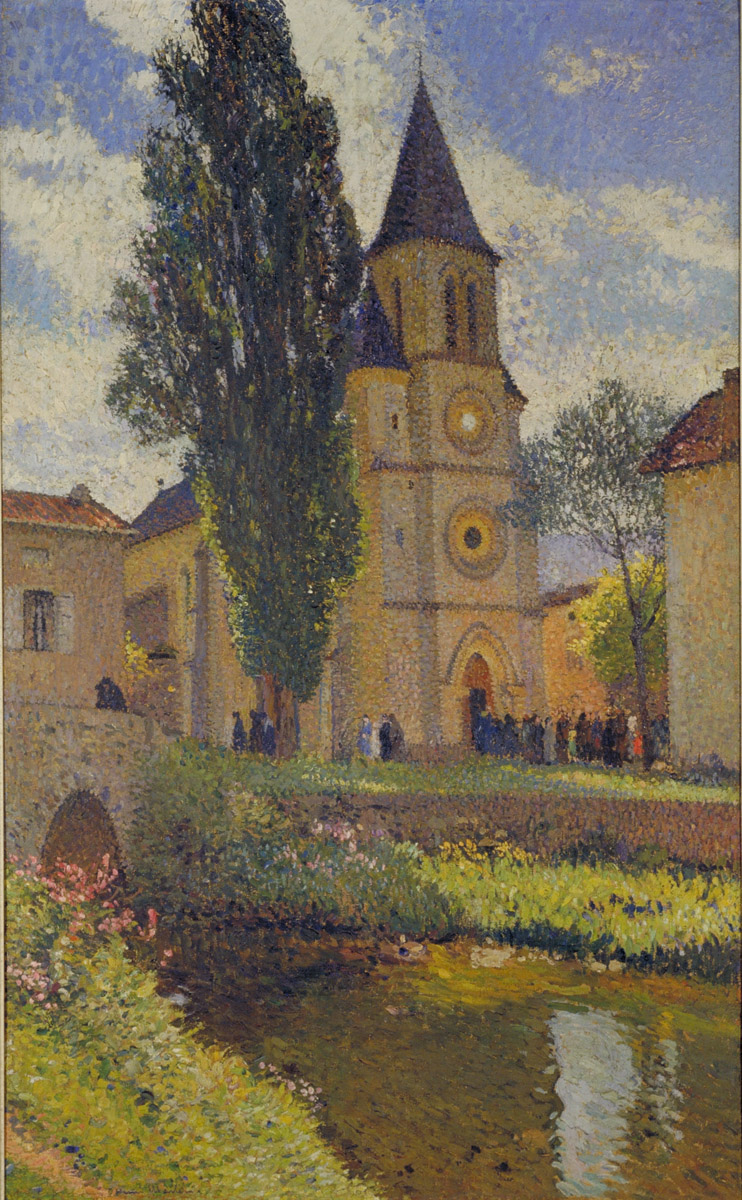
Kirche Saint-Carissime, Gemälde von Henri Martin, heute im Musée des Augustins in Toulouse

| Jahr      | 1962 | 1968 | 1975 | 1982 | 1990 | 1999 | 2008 | 2018 |
| --------- | ---- | ---- | ---- | ---- | ---- | ---- | ---- | ---- |
| Einwohner | 222  | 193  | 185  | 181  | 191  | 215  | 230  | 269  |